# 日本国際飢餓対策機構
日本国際飢餓対策機構（にほんこくさいきがたいさくきこう、Japan International Food for the Hungry、略称JIFH）は、大阪府八尾市に本部事務所をおくキリスト教系国際協力NGO。隣人愛、共生、人間の尊厳といった聖書に基づく価値観に立ち、世界各地で国際飢餓対策機構、現地パートナー、国連諸団体等と協力し飢餓対策にあたっている。国内では毎年全国25ヶ所ほどで行われる「世界食料デー」大会、各種講演会、小中学校の「総合的な学習の時間」の出前授業等を通して飢餓に関する草の根の啓蒙活動を行っている。大阪本部事務所のほか、東京（中野区）、広島、沖縄に事務所を置いていたが、2023年6月末をもって沖縄事務所を閉鎖し、以後の同地域に関わる活動は大阪本部事務所が直接管理している。寄付支援者数7400名、有給職員23名、海外スタッフ16名。事業規模 10億5000万（いずれも概数） 日本福音同盟の協力会員。

## 歴史
1981年インドシナ難民救援にたずさわった日本人から勉強会的に発足。その後スイス・ジュネーヴに本部をおく国際飢餓対策機構（Food for the Hungry International）のパートナー団体となり、世界の開発途上国を中心に活動を展開。1985年エチオピア大飢饉の緊急援助に初めてスタッフを送り出す。その後、緊急援助活動から地域の自立開発協力へと活動をシフトさせていっている。

## 活動

### 活動内容
- 緊急援助 - 地震・災害時における短期援助活動
- 自立開発協力 - 農業開発、公衆衛生普及等の長期現地プロジェクト
- 啓蒙・教育 - 世界食料デー、講演会等を通しての飢餓・貧困の現状を伝える啓蒙活動
- 世界里親会 - 子ども、青年の就学支援
- 海外駐在員派遣

### 活動国
- アジア - フィリピン、バングラデシュ、カンボジア、中国 等
- 中南米 - ペルー、ボリビア 等
- アフリカ - ウガンダ、エチオピア、モザンビーク 等

### 親善大使
- 上原令子（ゴスペルシンガー）
- 森祐理（福音歌手）
- ソン・ソルナム（フルート奏者）
- 小堀英郎（ピアニスト）
- Manami（歌手）
- ナイトdeライト（ロックバンド）

### 活動理念
「人々が生活の基本的必要に満たされ、自立することに協力し、
自分の可能性を信じ、希望をもって生活し、隣人を愛する人になり、
分かち合い・助け合う 共生社会を実現すること」

### 寄付金の使われ方
年次報告(2006.7-2007.6)によると、寄付金総額約4億2000万円。運営費として9.1% (現金ベースで17.8%)が使用されている。

## 関連団体
- 国際飢餓対策機構（food for the Hungry International）

## 刊行物等
- 「飢餓対策ニュース」　(月刊) 日本国際飢餓対策機構
- 「世界と地球の困った現実」　明石書店/日本国際飢餓対策機構(編) みなみ ななみ(まんが)
- 「ゴンダールのやさしい光」　自由国民社/ 葉 祥明(絵)、みなみ ななみ(文)、日本国際飢餓対策機構(解説)